# Districten van Suriname

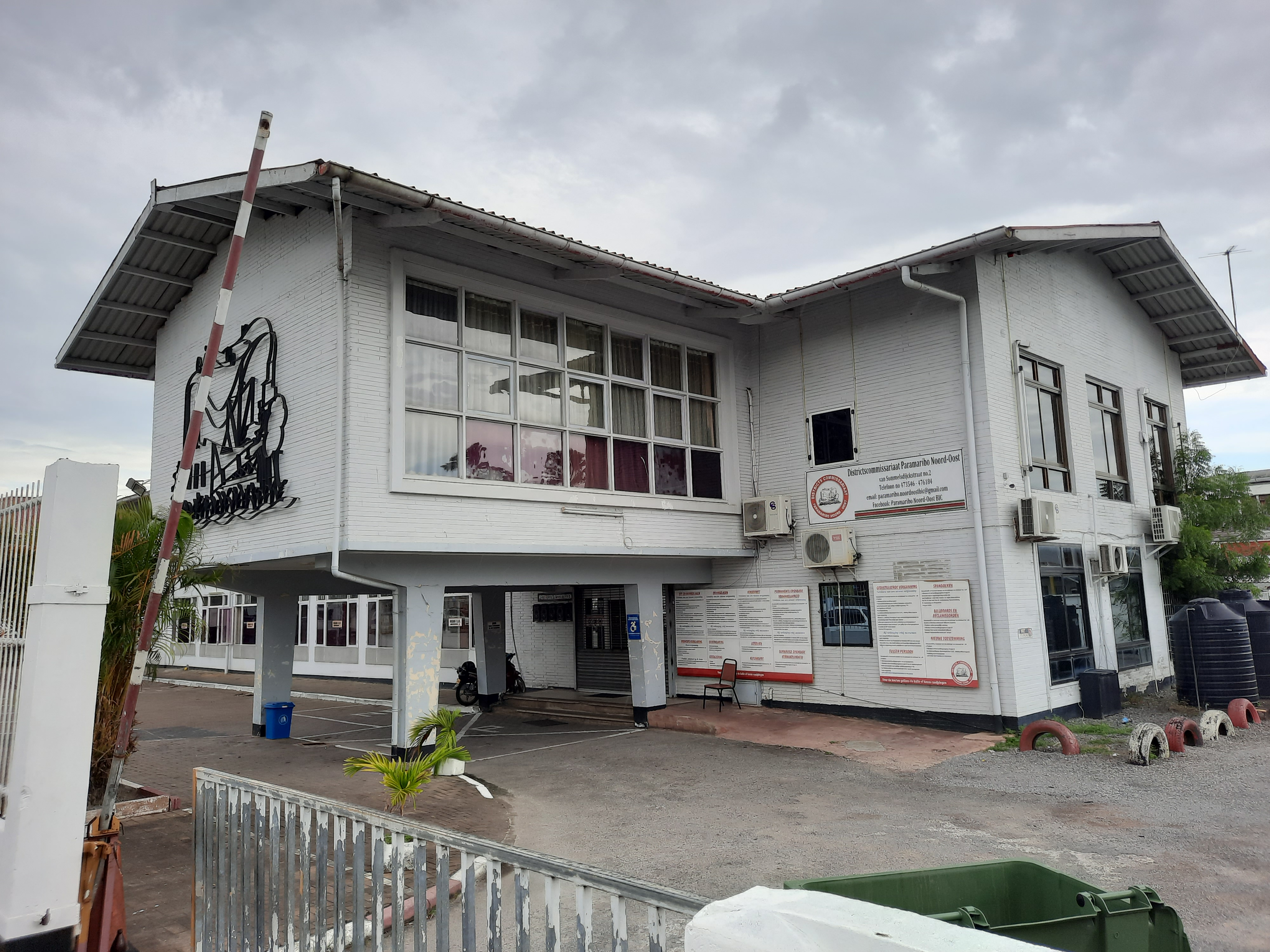
Districtscommissariaat Paramaribo Noordoost

De districten van Suriname vormen een bestuurslaag in Suriname. Aan het hoofd van een district staat een districtscommissaris. De districtsraad is het hoogste politiek-bestuurlijk orgaan van het district. De districten worden onderverdeeld in ressorten.
Sinds de herindeling van 1985 bestaat Suriname uit tien districten.

## Overzicht districten van Suriname
De districtsindeling van Suriname werd gedurende geschiedenis gewijzigd. Rond 1950 bestond die uit: Nickerie, Coronie, Saramacca, Suriname, Commewijne en Marowijne. Coronie werd in 1947 weer een zelfstandig district en was dat eerder in de geschiedenis ook al. De districtsindeling sinds de jaren 1980 is als volgt:
| Nr.      | District   | Hoofdplaats     | Oppervlakte | Opp. (%) | Inwoneraantal (census 2012) | Inw. (%) | Dichtheid        |
| -------- | ---------- | --------------- | ----------- | -------- | --------------------------- | -------- | ---------------- |
| 1        | Brokopondo | Brokopondo      | 7.364 km²   | 4,5      | 15.909                      | 2,9      | 2,2 inw./km²     |
| 2        | Commewijne | Nieuw-Amsterdam | 2.353 km²   | 1,4      | 31.420                      | 5,8      | 13,4 inw./km²    |
| 3        | Coronie    | Totness         | 3.902 km²   | 2,4      | 3.391                       | 0,6      | 0,9 inw./km²     |
| 4        | Marowijne  | Albina          | 4.627 km²   | 2,8      | 18.294                      | 3,4      | 4,0 inw./km²     |
| 5        | Nickerie   | Nieuw-Nickerie  | 5.353 km²   | 3,3      | 34.233                      | 6,3      | 6,4 inw./km²     |
| 6        | Para       | Onverwacht      | 5.393 km²   | 3,3      | 24.700                      | 4,6      | 4,6 inw./km²     |
| 7        | Paramaribo | Paramaribo      | 182 km²     | 0,1      | 240.924                     | 44,5     | 1.323,8 inw./km² |
| 8        | Saramacca  | Groningen       | 3.636 km²   | 2,2      | 17.480                      | 3,2      | 4,8 inw./km²     |
| 9        | Sipaliwini | geen            | 130.567 km² | 79,7     | 37.065                      | 6,8      | 0,3 inw./km²     |
| 10       | Wanica     | Lelydorp        | 443 km²     | 0,3      | 118.222                     | 21,8     | 266,9 inw./km²   |
| Suriname | Suriname   | Paramaribo      | 163.820 km² | 100,0    | 541.638                     | 100,0    | 3,3 inw./km²     |

| Kaart                                                    |
| -------------------------------------------------------- |
| Districten van Suriname                                  |
| Districten van Suriname                                  |
| Bevolkingsdichtheid Per District in Suriname (Data 2012) |
| Bevolkingsdichtheid per district in Suriname (data 2012) |

## Geschiedenis

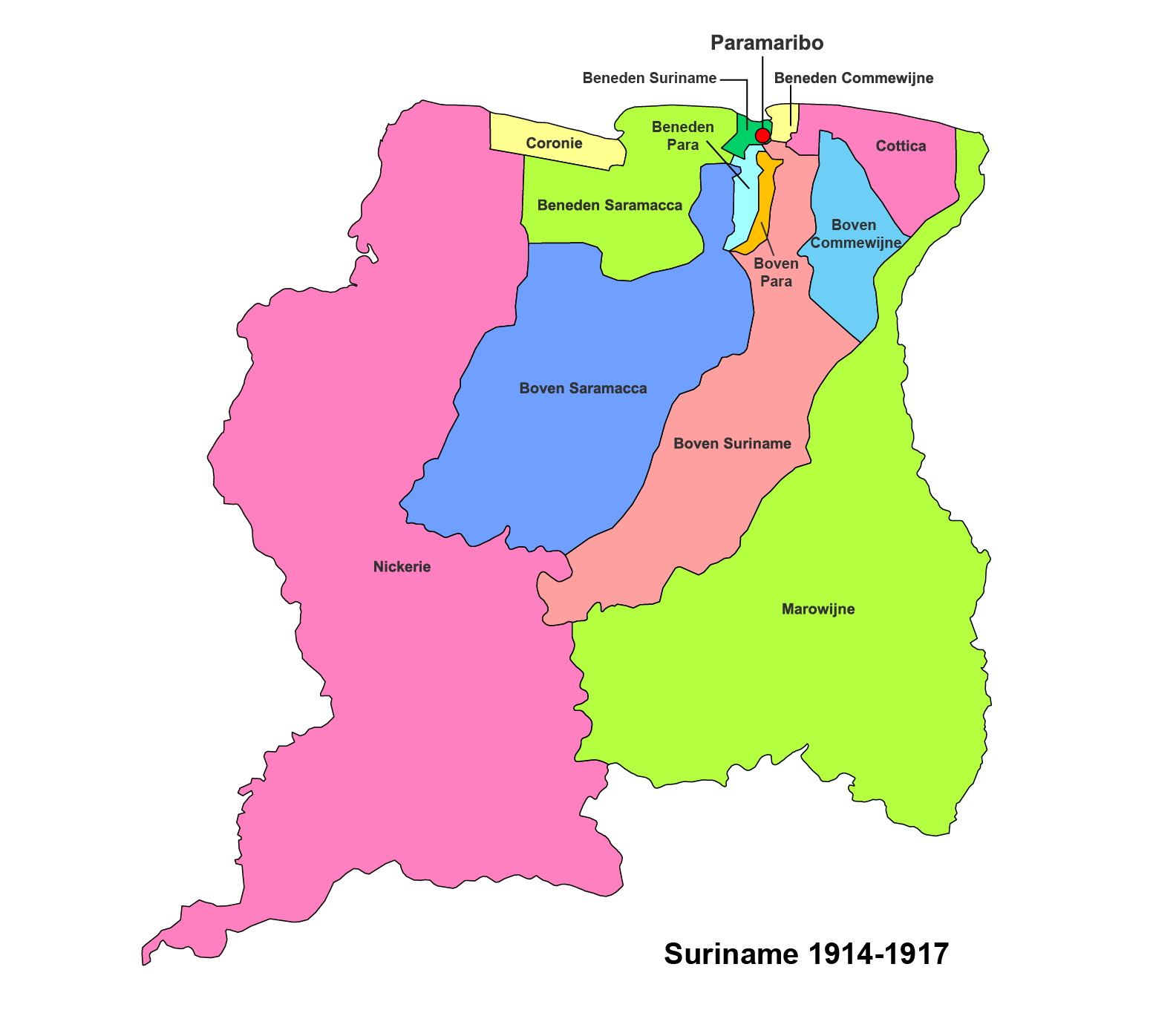
Districten tussen 1914-1917

### Eerste verdeling
Op 8 oktober 1834 verdeelden de Nederlanders voor het eerst hun kolonie in losse bestuursonderdelen. Per koninklijk decreet werd verordend dat Suriname verdeeld zou worden in acht divisies en twee districten, namelijk:
- Boven Suriname en Thorarica
- Para
- Boven Commewijne
- Boven Cottica en Perica
- Laag Commewijne
- Laag Cottica
- Matapica
- Saramacca
- Coronie
- Nickerie

De divisies waren gebieden rond de hoofdstad Paramaribo, en de districten waren gebieden die verder weg lagen van de hoofdstad.

### Latere herindeling
In 1927 werden de districten opnieuw herzien en werd het land onderverdeeld in zeven districten. Hierna werden er kleine wijzigingen doorgevoerd in de jaren 1943, 1948, 1949, 1952 en 1959.
In 1960 werd het district Brokopondo afgesplitst van het district Suriname. Op 8 september 1966 werd het district Para afgesplitst van het district Suriname.

### Herindeling van 1966

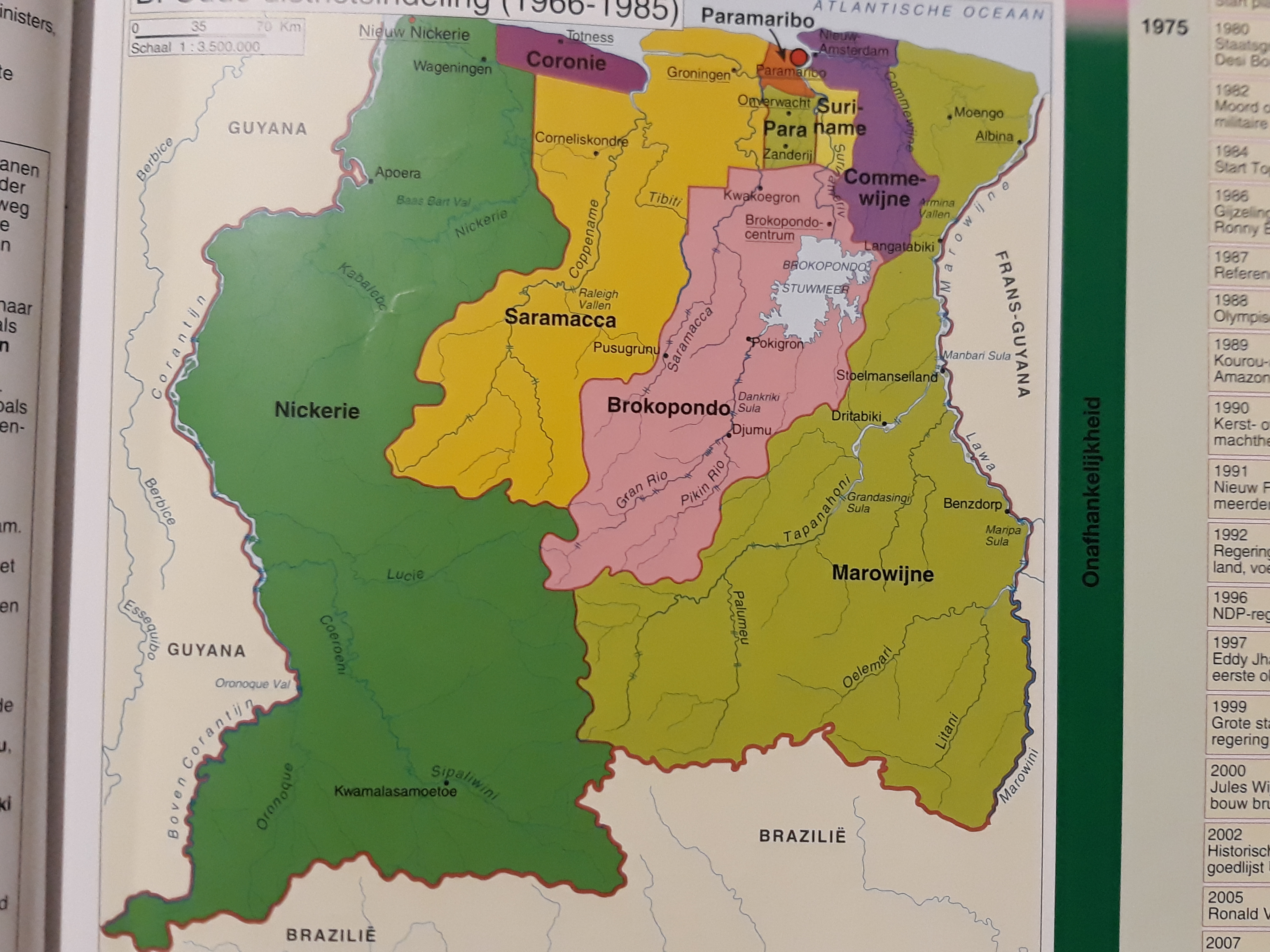
Herindeling vanaf 1966

Op 28 oktober 1966 werden de districten opnieuw verdeeld, nu in:
- Nickerie
- Coronie
- Saramacca
- Brokopondo
- Para
- Suriname
- Paramaribo
- Commewijne
- Marowijne

### Herindeling van 1985

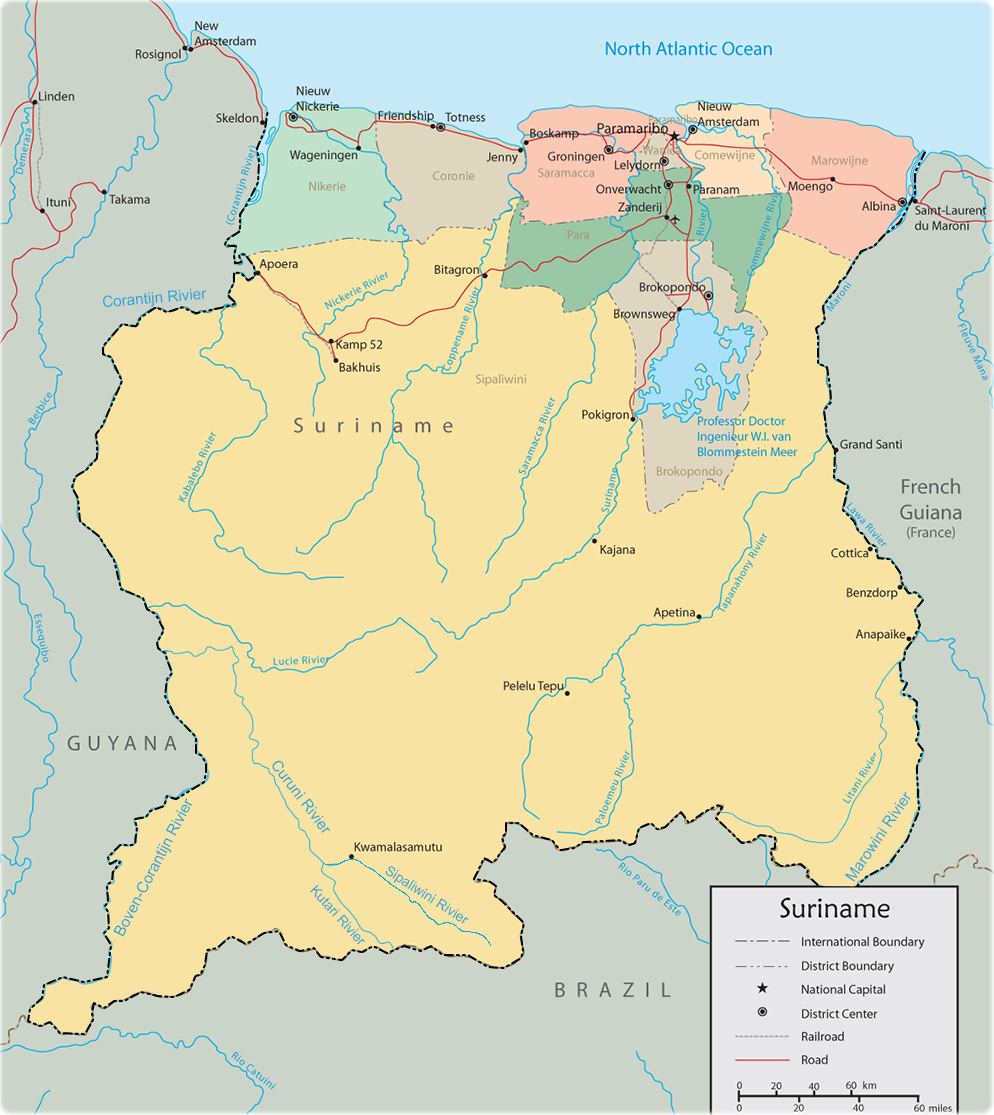
Districtsindeling sinds 1985

In 1985 werden de grenzen van de districten wederom gewijzigd. Het district Suriname werd verdeeld tussen Commewijne, Para, Saramacca en het nieuwe district Wanica.
Het nieuwe district Sipaliwini werd gevormd bestaande uit het zuidelijke 4/5e deel van het land. Dit district wordt direct bestuurd vanuit Paramaribo. Deze verdeling werd gedaan onder het volgende voorbehoud:
- Verandering van de grenzen mocht alleen gebeuren als het het functioneren van het bestuur ten goede kwam.
- Elk gebied moest ontwikkeld zijn.
- De nieuwe grenzen moesten de identiteit en leefgebieden van de oorspronkelijke inwoners respecteren.

Het district Paramaribo is verdeeld in districtscommissariaten over Noord-Oost en Zuid-West.